# Orlje
Orlje (en serbe cyrillique : Орље) est un village de Serbie situé dans la municipalité de Tutin, district de Raška. Au recensement de 2011, il comptait 128 habitants.

## Démographie
| 1948 | 1953 | 1961 | 1971 | 1981 | 1991 | 2002 | 2011 |
| ---- | ---- | ---- | ---- | ---- | ---- | ---- | ---- |
| 375  | 435  | 421  | 433  | 473  | 420  | 255  | 128  |

|  |